# Orchestre national de Bretagne
Pour les articles homonymes, voir ONB et OSB.
L'Orchestre national de Bretagne (ONB) est un orchestre symphonique français. Auparavant nommé l’Orchestre symphonique de Bretagne, il obtient le label national en octobre 2019. Avant avril 2012, il se nommait simplement l’Orchestre de Bretagne.

## Historique
Fondé en 1989, pour combler l'absence de concerts symphoniques dans la région bretonne, il se compose de 44 musiciens. Son activité se partage entre la saison lyrique de l'Opéra de Rennes et les concerts qu'il donne à travers toute la région, en France et à l'étranger.
La formation, qui succède à l'Orchestre de la ville de Rennes, porte à sa création le nom d'Orchestre de Bretagne, jusqu'en 2012, puis celui d'Orchestre symphonique de Bretagne. En 2010, la Chambre régionale des comptes juge critique la situation financière de l'Orchestre. L'année suivante, en septembre 2011, Marc Feldman devient l'administrateur général et succède à Christopher Bayton qui a assuré l’intérim pendant la saison précédente,.
En 2015, Grant Llewellyn devient le directeur musical. Cette année, l'ONB lance également son propre label de disques.
En 2019, l'orchestre obtient le label « orchestre national en région ».
En décembre 2023, l’orchestre annonce la nomination du chef québécois Nicolas Ellis à titre de nouveau directeur musical à partir de la saison 2024-2025. 

## Chefs permanents
Comme chefs permanents de l'orchestre, se sont succédé :
- Claude Schnitzler (1989-1995), précédemment directeur musical de l'Orchestre de la ville de Rennes (1986-1989) ;
- Stefan Sanderling (1996-2003) ;
- Moshe Atzmon (1er chef invité, 2004-2012) ;
- Olari Elts (conseiller musical, 2006-2012) ;
- Darrell Ang (2012-2015) ;
- Grant Llewellyn (2015[5]-2023[9]) ;
- Nicolas Ellis (à partir de 2024[8]).

## Créations
L'Orchestre national de Bretagne est le créateur de plusieurs œuvres, de Nicolas Bacri (Partita pour orchestre, op. 88, 2005), Thierry Escaich (Le Dernier Évangile, 2000 ; Résurgences, concerto pour trompette, 2002 ; Concerto pour orgue no 2, 2006 ; Baroque Song, 2007), Philippe Hersant (Les Âmes du purgatoire, 2009 ; Concerto pour piano et orchestre, 2010 ; Concerto pour clarinette, 2001), Jacques Lenot (Dans la continuité des Parques, 2003), Michaël Levinas (Accords tremblés, 2008), Thierry Pécou (Voix marines, 2000), Éric Tanguy (Éclipse, 1999 ; Sinfonietta, 2003 ; Adagio pour cordes, 2003 ; Concertino pour hautbois, 2004 ; Sénèque, monodrame pour récitant et orchestre, 2004), et Matthieu Stefanelli (Chroma, Concerto pour piano et orchestre, 2022), notamment.

## Galerie

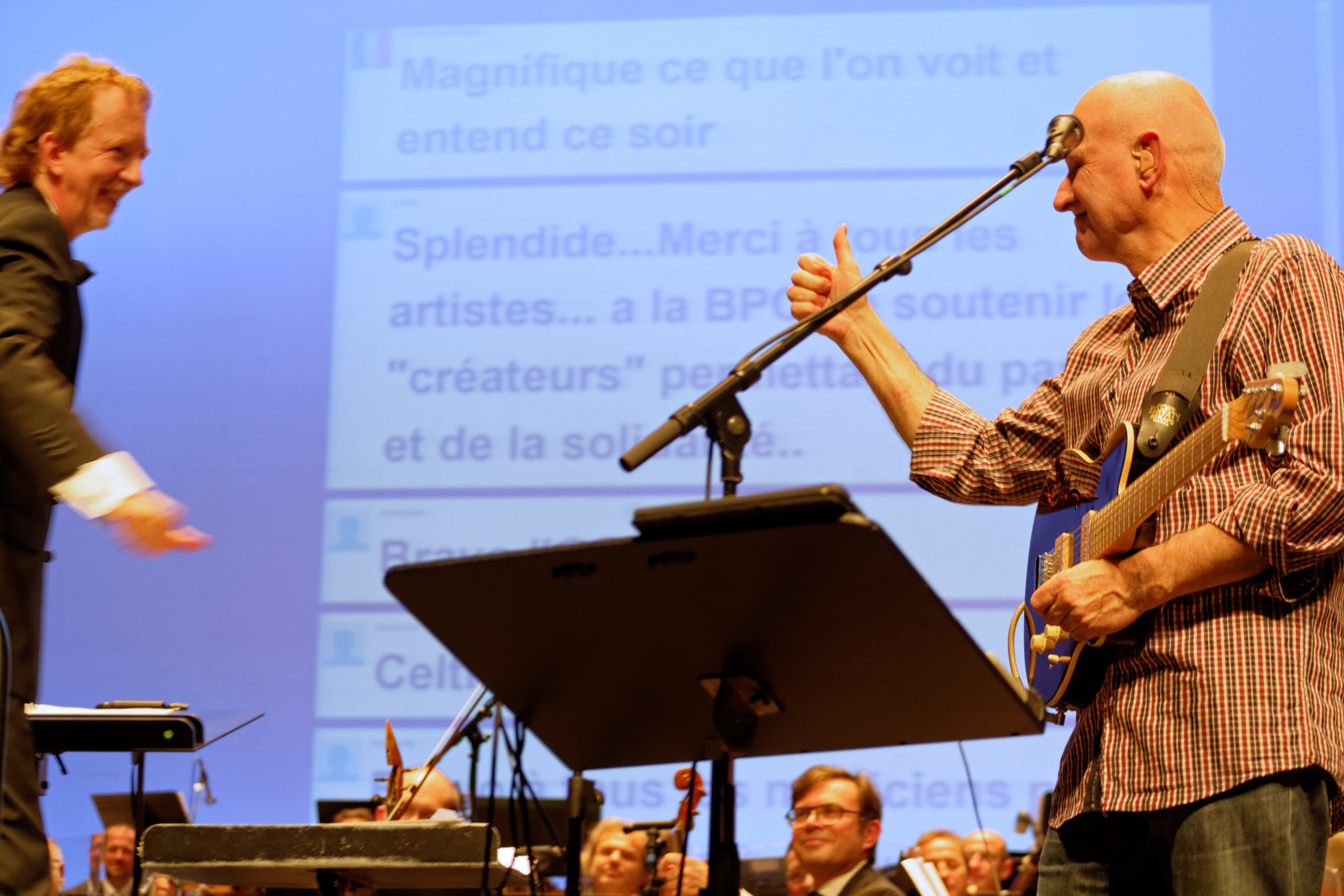
Projet Taliesin 2015 avec Derek Gleeson et Dan Ar Braz
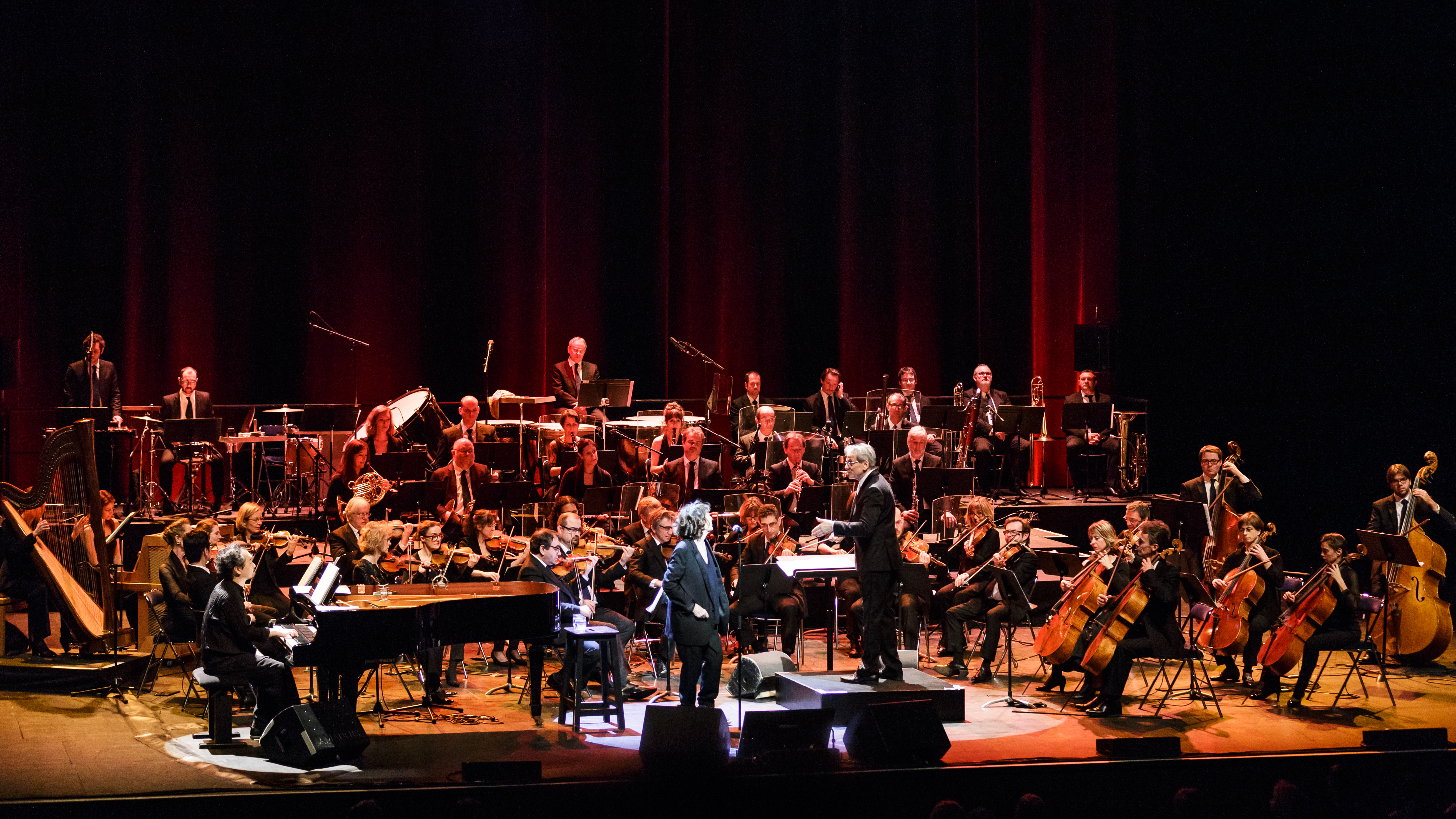
Gainsbourg Symphonique avec Jane Birkin en 2017

## Discographie
- Didier Squiban - Symphonie du ponant
- Beethoven - Concerto pour piano no 1
- Jean Françaix, Concerto pour clarinette et orchestre, avec Philippe Cuper (clarinette), (Adda 581315 , 1993)
- Schumann - Concerto pour piano
- Haydn - Concerto pour violoncelle
- Guy Ropartz - Pêcheur d’Islande, Rhapsodie pour violoncelle et orchestre , Œdipe à Colone[11]
- Éric Tanguy - Portraits XXI[12]
- Jean Cras - Mélodies avec orchestre
- Didier Squiban - Symphonie Bretagne
- Didier Squiban - Symphonie Iroise
- Serge Prokofiev - Pierre et le loup / Perig Hag Bleiz
- Mozart - Concertos nos 9 et 20
- Gabriel Fauré - Œuvres concertantes[13]
- Vincent d'Indy - Symphonie en la mineur « Italienne », Concert en mi bémol majeur pour piano, flûte, violoncelle et cordes[14]
- Louise Farrenc - l'intégrale des symphonies (3 symphonies)
- Méhul - Ouvertures[15]